# 庫列什夫 (波格列比謝區)
49°29′32″N 29°7′15″E / 49.49222°N 29.12083°E
庫列什夫（烏克蘭語：Кулешів），是烏克蘭的村落，位於該國西南部文尼察州，由文尼察區負責管轄，始建於1320年，面積0.07平方公里，海拔高度246米，2001年人口162，人口密度每平方公里2,281.69人。